# Sigfried Held
Sigfried Held, también conocido como Siggi Held, (Bruntál, República Checa, 7 de agosto de 1942) fue un futbolista alemán. Jugó de mediapunta y actualmente trabaja como técnico.
Nació en Freudenthal, Sudetenland y su primer club fue el Kickers Offenbach. En 1965 empezó a jugar en la Bundesliga para el Borussia Dortmund. En su carrera jugó 442 partidos en la Bundesliga para el Dortmund, Offenbach y el Bayer 05 Uerdingen. Asimismo 41 partidos para Alemania, incluyendo la Copa Mundial de Fútbol de 1966.
Luego de su retiro como jugador profesional en 1981 se convirtió en técnico en la temporada 1982/83 para el FC Schalke 04, desde 1991 hasta 1993 para el Admira Wacker Wien de Austria, de 1993 a 1995 para el Dinamo Dresde de Alemania, en 1995 para el Gamba Osaka de Japón y desde 1996 hasta 1998 para el VfB Leipzig, también de Alemania.
En el 2003 fue técnico de la selección de fútbol de Malta. En el 2004 fue seleccionador de  Tailandia, pero fue suspendido luego de 5 meses.

## Trayectoria
| Club              | País     | Año         |
| ----------------- | -------- | ----------- |
| Kickers Offenbach | Alemania | 1963-1965   |
| Borussia Dortmund | Alemania | 1965 - 1971 |
| Kickers Offenbach | Alemania | 1971-1977   |
| Borussia Dortmund | Alemania | 1977-1979   |
| Preußen Münster   | Alemania | 1979        |
| Bayer Uerdingen   | Alemania | 1979-1981   |